# Aligot
Aligot er en traditionel fransk egnsret fra Aubrac i Massif Centrale. Den er også populær ved julemarkedet i Toulouse, der ligger et par hundrede kilometer fra Aubrac-regionen. Ordet "aligot" stammer fra latin "aliquot", som betyder "noget".
Retten består af kartoffelmos blandet i forholdet fem til to med den franske ost "tomme fraîche aligot" fra Aubrac-regionen. Der tilsættes en anelse hvidløg og muskatnød.
Retten er kendt for sin konsistens; der er ikke synlig forskel på kartoffelmos og aligot, men aligot har en tyggegummiagtig konsistens.
| Mad og drikke | Spire Denne artikel om mad og drikke er en spire som bør udbygges. Du er velkommen til at hjælpe Wikipedia ved at udvide den. |